# Kvaløya (Tromsø)

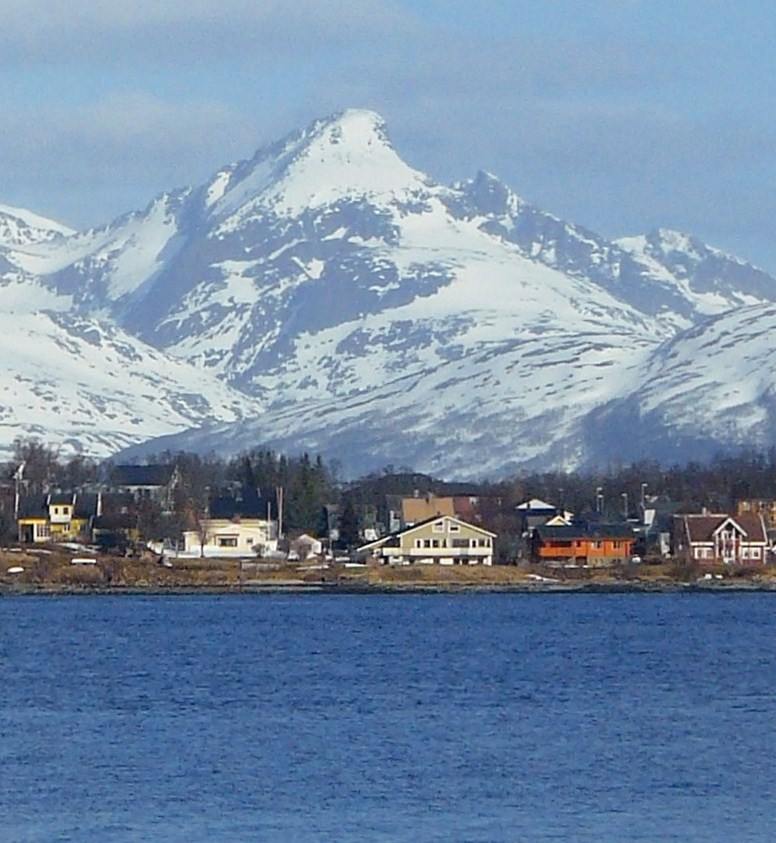
vărful Store Blåmann 1,044 m

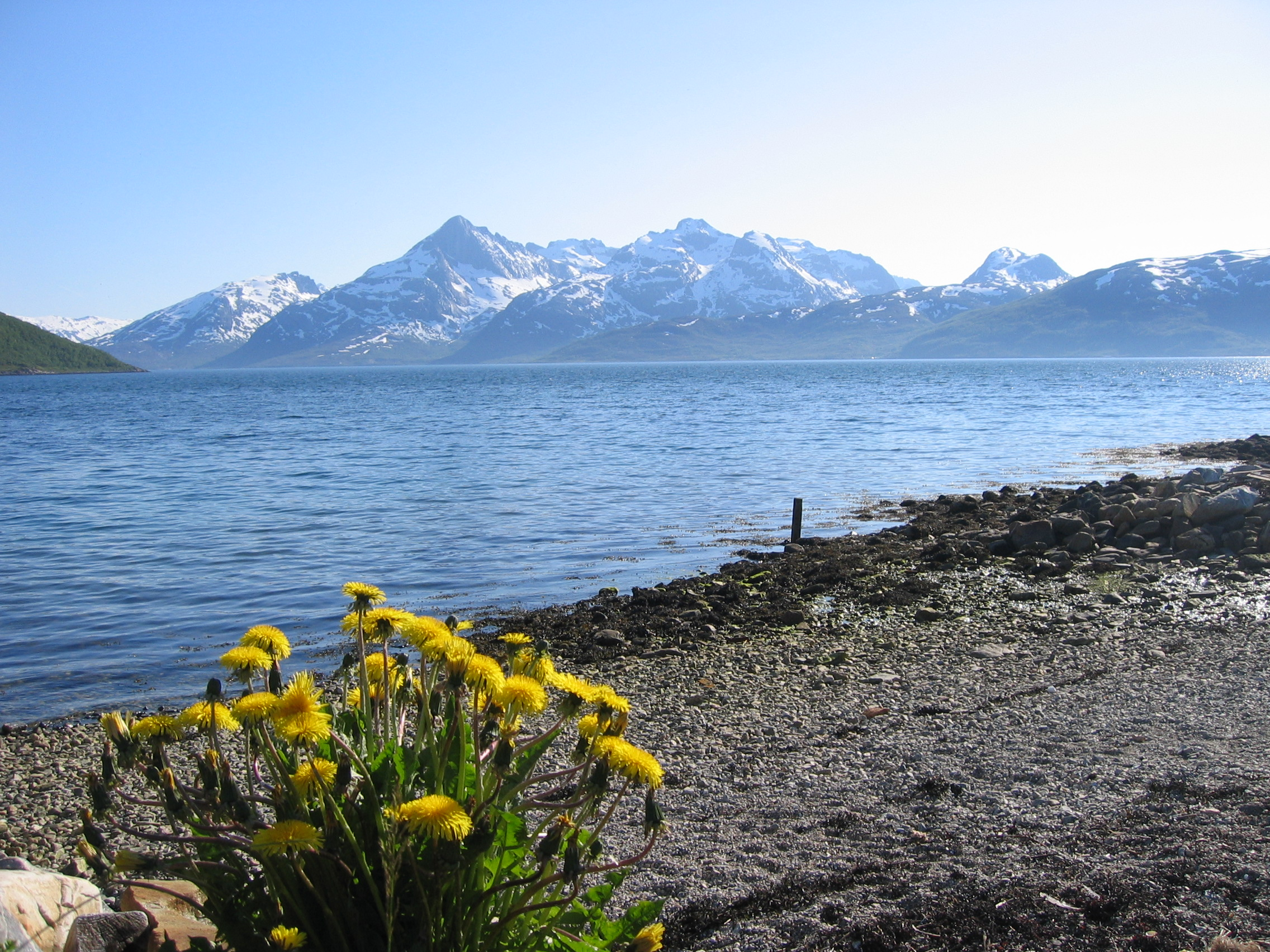
Munții din Kvaløya văzuți dinspre Skulsfjord

Kvaløya este o insulă în municipiul Tromsø în nordul Norvegiei. Are o suprafață de 737 kilometri pătrați, fiind a cincea ca mărime între insulele Norvegiei. Este conectată la est cu insula Tromsøya prin podul Sandnessund, la nord cu insula Ringvassøya prin tunelul Kvalsund, insula Ryøya la sud, și cu insula Sommarøy la vest prin podul Sommarøy. Este o insulă muntoasă cu zece vărfuri mai înalte de 700 de metri, dintre care trei cu peste 1000; vârful cel mai înalt fiind Store Blåmann (omul mare albastru 1044 m, accesibil fără echipament de escaladă). Insula este străbătută de câteva fiorduri mici. Rystraumen este un curent marin în fiordul care separa insula de continent la sud. 
Aproximativ 10000 de persoane trăiesc pe insulă, majoritatea pe latura estică în zona Kvaløysletta (zona suburbană a orașului Tromsø). Conform statisticilor oficiale, coasta vestică a insulei este cel mai cald punct din municipiul Tromsø. Stația meteo de la Sommarøy inregistrează o medie de -1.9 °C în ianuarie, 11.9 °C în iulie și o temperatură medie anuală de 3.9 °C, cu precipitații anuale de 940 mm.